# King Power Stadion
A King Power Stadion egy futballstadion Leicesterben. Itt játszik az angol első osztályú Leicester City FC. A 2002-en nyitott stadionban csak székek vannak így 32 262 férőhelyes és a 19. legnagyobb stadion Angliában. A stadiont a King Power cég után nevezték el.

## Története

### Nyitás
A stadiont hivatalosan Gary Lineker nyitotta meg 2002. július 3-án. Egy óriási ollóval vágta át a szalagot a pályán, miután megérkezett a Walkers teherautóján. Az első meccs egy barátságos meccs volt a stadionban, melyet a spanyol Athletic Bilbaóval játszott a Leicester 2002. augusztus 4-én. A meccs 1–1-re végződött. A nézőszám körülbelül 24 000 volt (rendszerhiba miatt nem tudtak pontos nézőszámot megállapítani). Az első tétmeccs 6 nappal később a Leicester és Watford közötti 2–0 volt. A meccset 31 022-en tekintették meg a helyszínen. Brian Deane lőtte mindkét gólt, így a stadion első tétmeccsen született gólját is. A Leicester a 2002–03-as szezonban visszajutott a Premier League-be, mindössze 2 hazai meccset veszítve a szezonban.

### Tervek
2006-ban Milan Mandarić 25 millió fontért akarta megvásárolni Leicester Cityt. Ez magában foglalta azt a 15 millió fontot, amellyel visszavásárolja a stadiont jelenlegi tulajdonosaitól. Mandarić azt nyilatkozta a The Leicester Mercury-nak, hogy a Leicester egy erős csapattá válhat és a stadion kapacitása a közeljövőben elérheti a 45 000-et is.

## Válogatott meccsek
| 2003. június 3. barátságos | Anglia                  | 2–1 | Szerbia és Montenegró   | Leicester                                                               |  |
| 20:00 CET                  | Gerrard 35' J. Cole 82' |     | Jestrović 45' Vidić 81' | Stadion: King Power Stadion Nézőszám: 30 900 Játékvezető: Paul Allaerts |  |

| 2003. október 12. barátságos | Jamaica | 0–1 | Brazília           | Leicester                                                            |  |
| 15:00 CET                    |         |     | Roberto Carlos 15' | Stadion: King Power Stadion Nézőszám: 32 000 Játékvezető: Rob Styles |  |

| 2003. május 29. barátságos | Jamaica   | 1–4 | Ghána                                       | Leicester                   |  |
|                            | Euell 58' |     | Muntari 5' Stewart 19' Appiah 66' Amoah 68' | Stadion: King Power Stadion |  |